# Ait Hammou
Ait Hammou  (in arabo أيت حمو‎?) è un centro abitato e comune rurale del Marocco situato nella provincia di Rehamna, regione di Marrakech-Safi. Conta una popolazione di 7 548 abitanti (censimento 2014).